# Hércules lucha contra la hidra de Lerna
Hércules lucha contra la hidra de Lerna es un cuadro de Francisco de Zurbarán expuesto en el Museo del Prado de Madrid, España. Está pintado al óleo sobre lienzo, y mide 133 cm de alto por 167 cm de ancho.
Segundo cuadro de la serie de los Trabajos de Hércules, realizada para decorar el Salón de Reinos del Palacio del Buen Retiro de Madrid. Hércules debía realizar doce trabajos para Euristeo, aunque Zurbarán solo pintó diez por razones de espacio. En esta escena el héroe ya viste la piel del león de Nemea al que acaba de matar. Esta vez, Hércules ha de enfrentarse con un monstruo de siete cabezas que aterrorizaba la costa de la laguna de Lerna. 
Nuevamente la imagen transmitida por el héroe y que se transmite a su supuesto descendiente, Felipe IV, es la de un pacificador. Esta vez el personaje no aparece solo sino que le acompaña su sobrino Iolao. La técnica es de todo punto similar a la del resto de la serie, acentuándose los rasgos tenebristas y los contrastes entre luces y sombras.
- Datos: Q5906551
- Multimedia: Hercules Fighting with the Lernaean Hydra by Francisco de Zurbarán / Q5906551